# Tropický deštný les Sumatry
Dědictví tropického deštného lesa Sumatry je název jedné z položek seznamu světového přírodního dědictví UNESCO. Na tomto seznamu figuruje od roku 2004. Jedná se o skupinu 3 indonéských národních parků na 6. největším ostrově světa – Sumatře. Nacházejí se v různých částech ostrova a jejich souhrnná plocha je 25 245 km² (cca 5,7% rozlohy celého ostrova). Od roku 2011 jsou zároveň zařazeny mezi lokality světového dědictví v ohrožení kvůli rozšiřujícímu se zemědělství, odlesňování, výstavbě komunikací a obecnému nedodržování zákonů o ochraně přírody.
Nadmořská výška v chráněných území se pohybuje od 0 m n. m. až do 3 805 m n. m. (sopka Kerinci v Barisanském pohoří). Zdejší nížinné i horské deštné tropické lesy oplývají vysokou biodiverzitou.

## Základní údaje o území
| Název                    |  | Rozloha    | Rok vyhlášení |
| ------------------------ |  | ---------- | ------------- |
| NP Bukit Barisan Selatan |  | 3 568 km²  | 1982          |
| NP Gunung Leuser         |  | 7 927 km²  | 1980          |
| Kerinci-Seblat           |  | 13 750 km² | 1999          |

## Fauna a flora
Zbývající deštné lesy Sumatry jsou útočištěm mnoha živočišných savců unikátních pro tento ostrov, např. druhy králík krátkouchý, slon sumaterský, tygr sumaterský, nosorožec sumaterský, dhoul sumaterský, orangutan sumaterský, hulman ebenový, makak vepří, serau sumaterský, levhart Diardův a muntžak sumaterský. Flóra je závislá na nadmořské výšce, ve které roste – rozlišujeme nížinné a horské deštné lesy. Mezi zdejší specifické rostliny patří Rafflesia arnoldi, Rafflesia acehensis, Rafflesia rochusseni, Rafflesia micropylorum Amorphophallus titanum, Amorphophallus gigas. Roste zde minimálně 300 druhů orchidejí.

## Fotogalerie

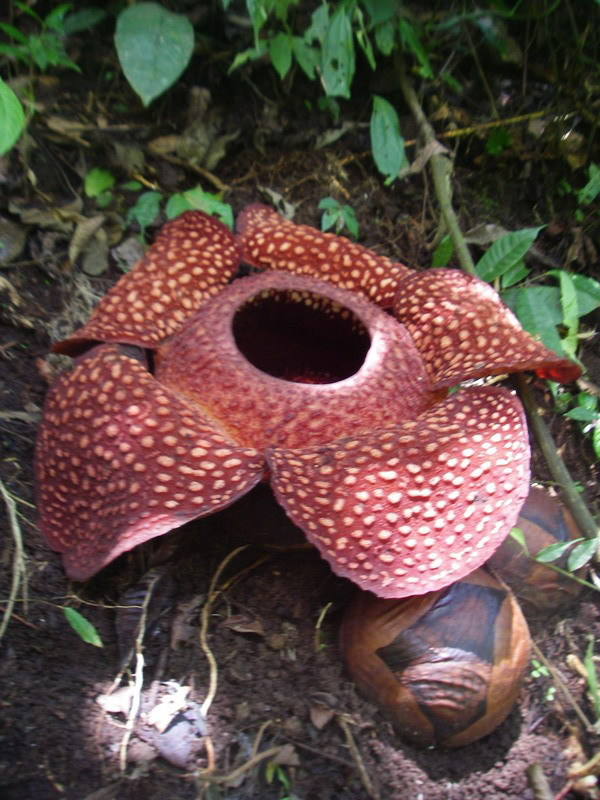
Rafflesia arnoldi
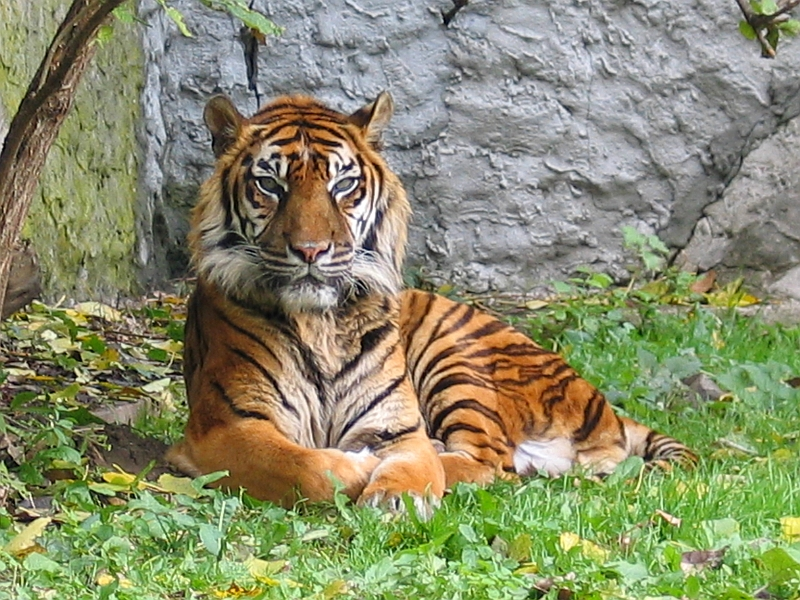
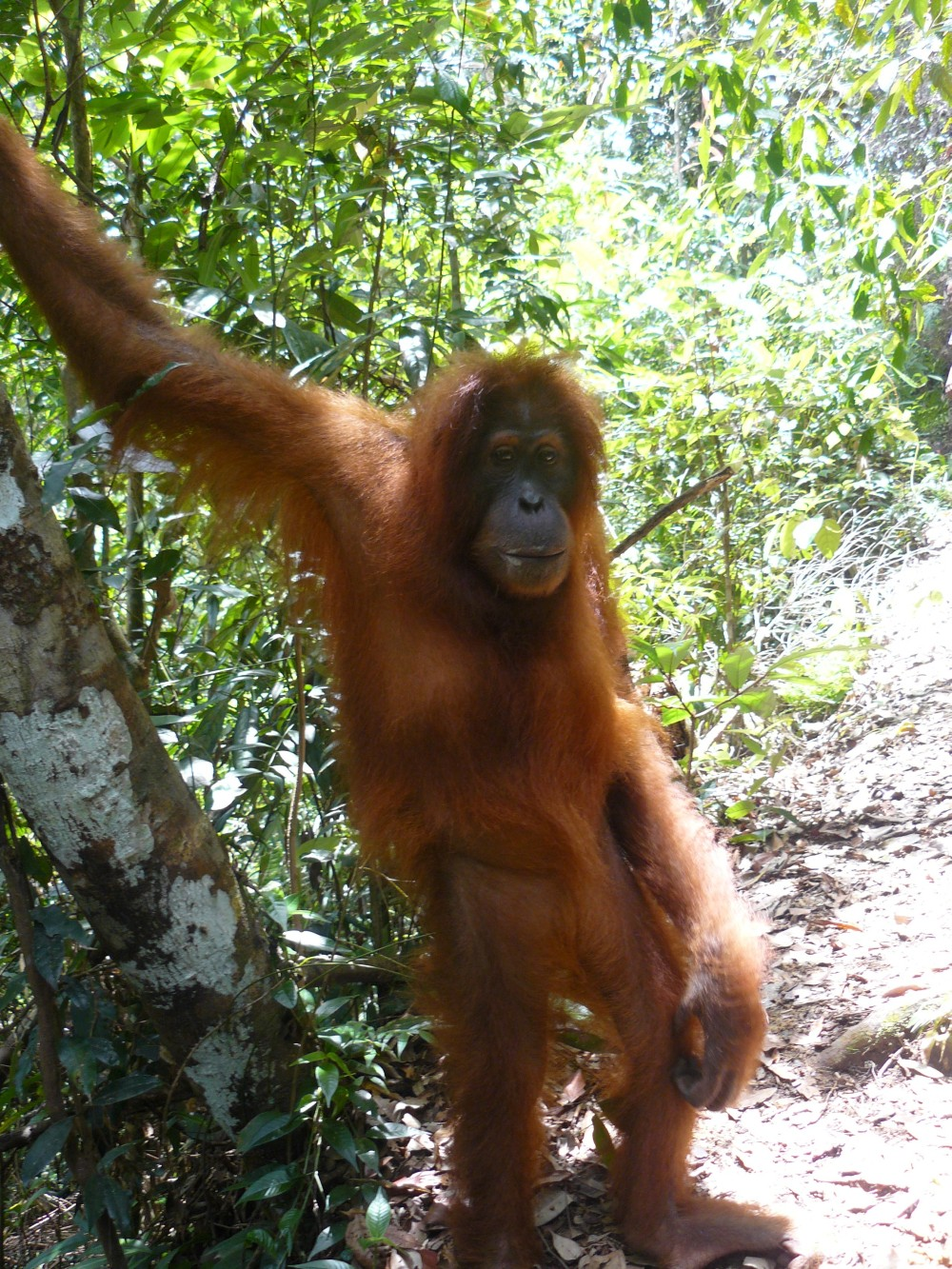
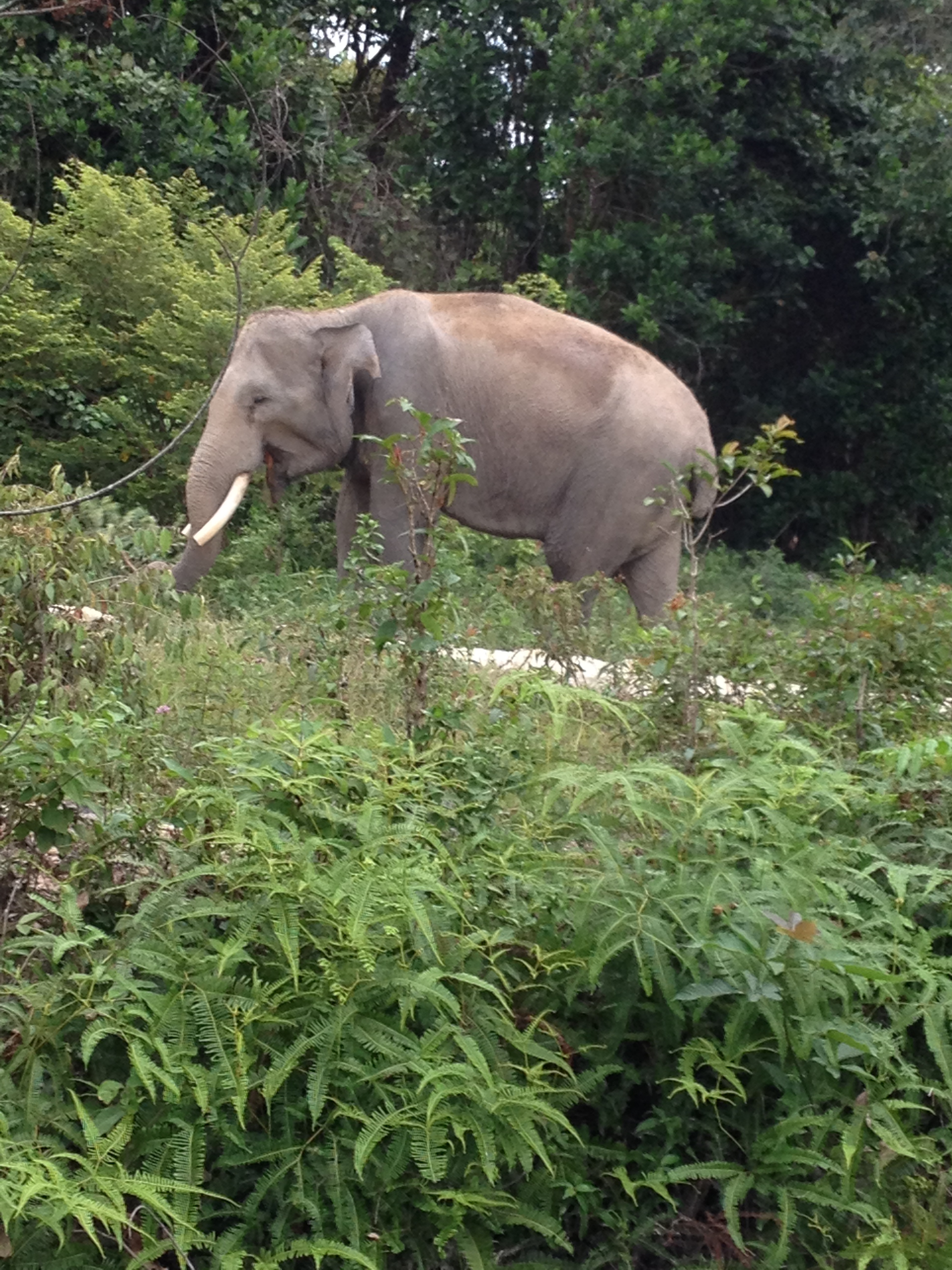
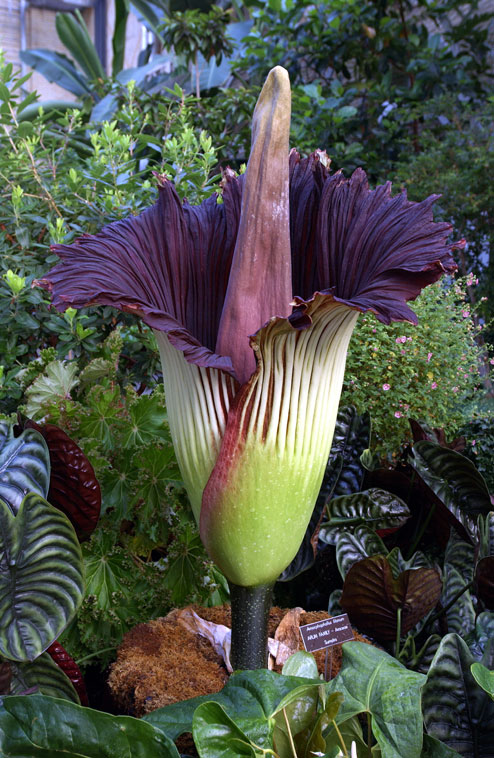
Amorphophallus titanum